# Chi Aurigae
Chi Aurigae (χ Aurigae, förkortat Chi Aur, χ  Aur) som är stjärnans Bayerbeteckning, är en dubbelstjärna belägen i den södra delen av stjärnbilden Kusken. Den har en skenbar magnitud på 4,74 och är svagt synlig för blotta ögat där ljusföroreningar ej förekommer. Den årliga parallaxförskjutningen av den här stjärnan är mycket mindre än mätfelet, vilket gör avståndsberäkning baserad på denna opålitlig. Den beräknas befinna sig på ett avstånd på ca 3 000 ljusår (ca 912 parsek) från solen. Stjärnans magnitud minskar med 1,26 enheter genom skymning orsakad av mellanliggande gas och stoft.

## Egenskaper
Primärstjärnan Chi Aurigae A är en blå till vit superjättestjärna av spektralklass B5 Iab. Den beräknas ha en massa som är ca 16-19 gånger större än solens massa, en radie som är ca 42 gånger större än solens och utsänder från dess fotosfär ca 95 000 gånger mera energi än solen vid en effektiv temperatur på ca 15 500 K. 
Chi Aurigae är en spektroskopisk dubbelstjärna med en omloppsperiod på 676,85 dygn och en excentricitet av 0,12. Den har en stjärnvind som orsakar massförlust med 0,38-0,46×10-9 solmassor per år, eller motsvarande en solmassa var 2,4 miljarder år.